# Jurij Sak
Jurij Mykołajowycz Sak, ukr. Юрій Миколайович Сак, ros. Юрий Николаевич Сак, Jurij Nikołajewicz Sak (ur. 3 stycznia 1967 w Zaporożu, Ukraińska SRR) – ukraiński piłkarz, grający na pozycji pomocnika, a wcześniej obrońcy, reprezentant Ukrainy, trener piłkarski.

## Kariera piłkarska

### Kariera klubowa
Wychowanek SDJuSzOR Metałurh Zaporoże. Pierwszy trener W.F.Olijnyk. W 1983 rozpoczął karierę piłkarską w drużynie rezerwowej Metałurha Zaporoże, w której rozegrał 21 spotkań. W 1985 został piłkarzem Torpeda Zaporoże, skąd w 1987 przeszedł do Zirki Kirowohrad. W latach 1988–1990 odbywał służbę wojskową w SKA Odessa, a potem przeszedł do Czornomorca Odessa, w którym występował przez trzy lata. W 1994 wyjechał do Rosji, gdzie bronił barw Spartaka Moskwa, ale po pół sezonu latem powrócił do Czornomorca. Po występach w Metałurhu Mariupol ponownie wyjechał w 1999 do Rosji, gdzie tym razem bronił klubu Krylji Sowietow Samara i ponownie powrócił do Czornomorca. W 2000 został zaproszony przez trenera Wołodymyra Muntiana do Obołoni Kijów, w którym w 2002 zakończył karierę piłkarską.

### Kariera reprezentacyjna
29 kwietnia 1992 roku debiutował w narodowej reprezentacji Ukrainy w przegranym 1:3 meczu towarzyskim z Węgrami. Łącznie rozegrał 10 spotkań reprezentacyjnych i strzelił 1 gola.

## Kariera trenerska
Po zakończeniu kariery piłkarskiej rozpoczął karierę trenerską. Najpierw pomagał Wołodymyrowi Muntianowi trenować Krywbas Krzywy Róg, FK Czerkasy i Worskłę Połtawa. W 2006 ponownie przyszedł do czerkaskiego klubu pracować w sztabie szkoleniowym Dnipra. Po pracy z Arsenałem Charków w 2008 samodzielnie prowadził drugoligowy klub Hirnyk-Sport Komsomolsk. Od 2009 pomagał trenować Zirkę Kirowohrad. W lipcu 2010 razem z głównym trenerem Ihorem Żabczenkiem przeniósł się do PFK Sumy.

## Sukcesy i odznaczenia

### Sukcesy klubowe
- mistrz Rosji: 1994
- wicemistrz Ukrainy: 1995
- brązowy medalista Mistrzostw Ukrainy: 1993
- zdobywca Pucharu Ukrainy: 1992

### Odznaczenia
- tytuł Mistrza Sportu ZSRR: 1991